# Farvagny-le-Petit

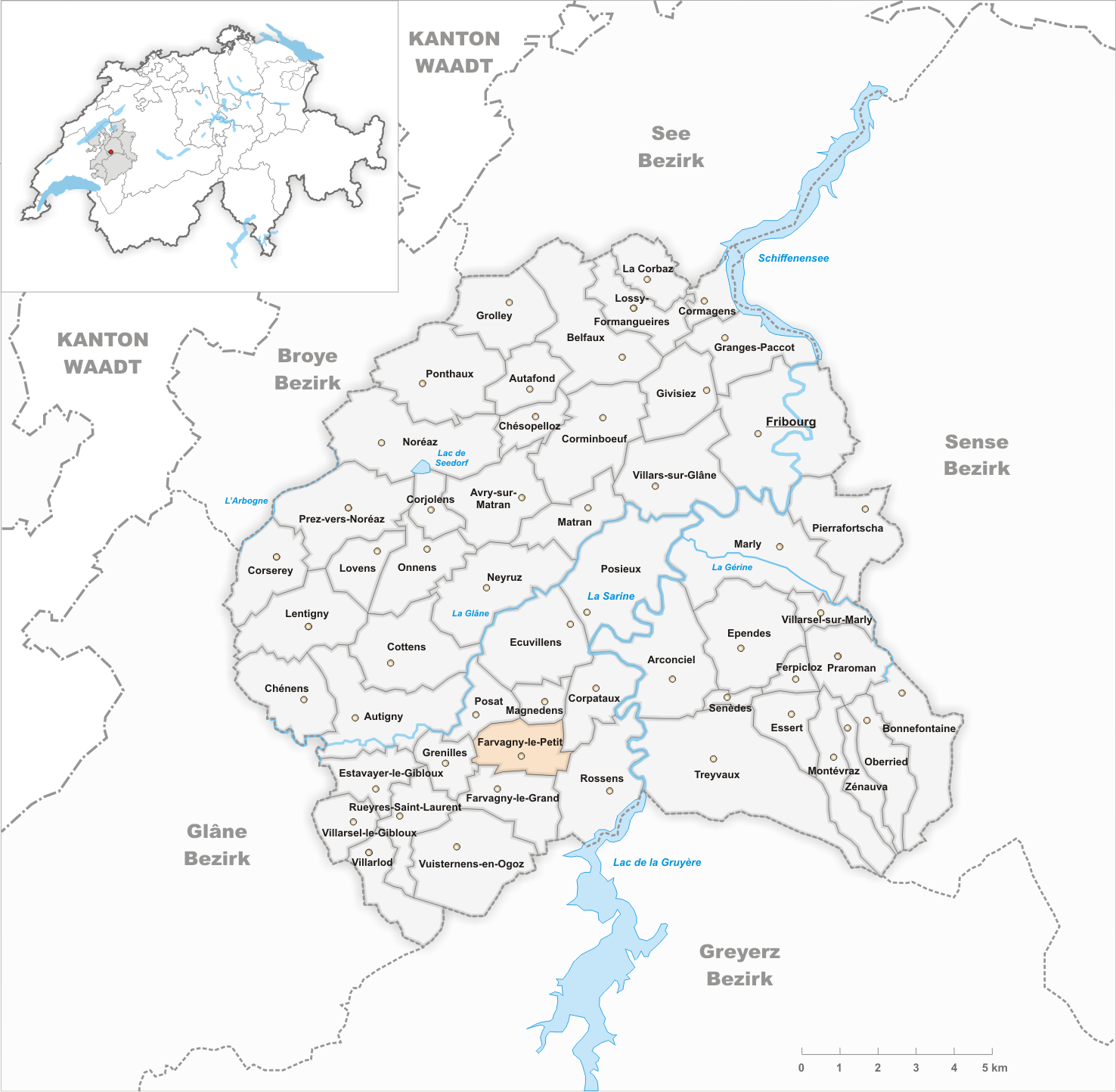
Gemeindestand vor der Fusion am 1. Januar 1996

Farvagny-le-Petit ist eine ehemalige Gemeinde des Bezirks Saane des Kantons Freiburg in der Schweiz. Auf den 1. Januar 1996 wurde die Gemeinde mit den ehemaligen Gemeinden Farvagny-le-Grand, Grenilles und Posat zur Gemeinde Farvagny fusioniert. Seit 2016 gehört das Dorf zur Gemeinde Gibloux.

## Bevölkerung
Mit 221 Einwohnern (1990) zählte Farvagny-le-Petit vor der Fusion zu den kleinen Gemeinden des Kantons Freiburg. Im Jahr 1850 hatte die Gemeinde 150 Einwohner, 1910 151 Einwohner. 
Einwohnerzahlen: Volkszählungsdaten

## Verkehr
Das Dorf liegt westlich der Hauptstrasse 12 von Freiburg nach Bulle. Durch die Buslinie der Transports publics Fribourgeois, die von Freiburg über Farvagny nach Bulle führt, ist das Dorf an das Netz des öffentlichen Verkehrs angebunden.